# Olbonoma
Olbonoma é um gênero de traça pertencente à família Agonoxenidae.